# Kap Casey
Kap Casey ist ein markantes Kap an der Ostküste des Grahamlands auf der Antarktischen Halbinsel. Es wird von einem 755 m hohen Gipfel überragt und markiert das östliche Ende einer Halbinsel, die unmittelbar südlich des Bevin-Gletschers in das Cabinet Inlet hineinragt.
Der Falkland Islands Dependencies Survey (FIDS) kartierte das Kap 1947 anhand eigener Vermessungen. Luftaufnahmen entstanden im Dezember 1947 bei der US-amerikanischen Ronne Antarctic Research Expedition (1947–1948). Der FIDS benannte den Gletscher nach dem australischen Politiker Richard Casey, Baron Casey (1890–1976), australischer Außenminister und Mitglied im britischen Kriegskabinett Winston Churchills.